# Léglise
Léglise (in vallone L'Eglijhe) è un comune belga di 4 178 abitanti, situato nella provincia vallona del Lussemburgo.